# Jan Bohumil Pespísil
Johannes Amadeus Pospísil (Jan Bohumi), född 18 juli 1898 i Litoměřice, Österrike-Ungern, död 1968, var en tjeckisk-svensk målare och tecknare.
Han var son till domstolsjuristen Jan Pospísil och Anna Braun och gift första gången 1924 med konstnären Jožka Pospíšilová och från 1956 med Aina Pettersson. Bohumil studerade för I Kulec vid konstfackskolan i Prag 1931–1933 och vid Prags konstakademi 1933–1938 samt under studieresor till Italien och Dalmatien. Separat ställde han ut första gången i Prag 1939 och ställde därefter ut separat i bland annat Ragusa, Zagreb, Moravská Ostrava, Höganäs, Karlstad och Ånge. För krematoriet i Prag fick han 1941 i uppdrag att måla en serie av Prags kyrkor och han kom att utföra ett 20-tal målningar innan han flyttade till Sverige 1946. Han erhöll ett hedersomnämnande och professors titel av konstakademien i Prag. Hans konst består av mariner, stilleben, porträtt och landskapsmålningar. Bohumil är representerad vid Nationalmuseet i Prag och vid undervisningsministeriet i Prag.